# 亚历山大·马西亚拉斯
亚历山大·马西亚拉斯（英語：Alexander Massialas，1994年4月20月—）生于旧金山，是一名美国击剑运动员，中文名字陳海翔。希腊裔父親Greg Massialas連續三次擔任美國男子花式擊劍隊教練，母親陳傳慧则來自台灣。其妹妹陳海晴也是擊劍選手。2012年，年僅18歲的陳海翔即代表美國參加奧運擊劍比賽，是美國擊劍隊最年幼的成員。2016年二度參賽奧運會，获得2016年夏季奥林匹克运动会男子个人花剑银牌和男子团体花剑铜牌。